# Strada provinciale 130 Gallo - Sinio
La strada provinciale Gallo-Sinio (SP 130) è una strada provinciale italiana il cui percorso si snoda in Piemonte nei comuni di Diano d'Alba,  Sinio e Roddino.

## Percorso
Inizia nei pressi del Gallo d'Alba con un bivio dalla SP 3, attraversa la frazione Valle Talloria (Diano d'Alba) e il comune di Sinio, ha un bivio con la SP 291 in direzione Albaretto della Torre, attraversa la frazione Costepomo (Roddino) e confluisce nella SP 57.
La maggior parte del suo percorso si trova nel territorio dei comuni di Diano d'Alba, Sinio e Roddino, ma brevi tratti interessano anche i territori di Grinzane Cavour, Serralunga d'Alba, Montelupo Albese e Cerretto Langhe.